# Добровольский, Виктор Афанасьевич
Виктор Афанасьевич Добровольский (21 января [2 февраля] 1884, Тростянец Харьковская губерния, Российская империя (теперь Сумская область, Украина) — 23 декабря 1963, Одесса, УССР, СССР) — украинский советский учёный в области общего машиностроения, педагог, ректор, профессор (с 1923), доктор технических наук (с 1936), заслуженный деятель науки и техники РСФСР (с 1944).

## Биография
После окончания в 1902 году реального училища, до 1908 обучался в Харьковском технологическом институте. Работал на Харьковском паровозостроительном заводе. Через некоторое время переезжает в Санкт-Петербург, где трудится на металлическом заводе конструктором сборочного производства, затем на строительстве железных дорог. Член Южно-Русского общества технологов.
Стоял у истоков индустриального института в Одессе (в 1946—1957 годах — ректор ОПИ). Был необоснованно арестован. Находясь в тюрьме, написал знаменитый учебник «Детали машин».
Во время Великой Отечественной войны В. А. Добровольский в Сталинграде и Челябинске, проводил важные исследования боевой техники.

## Научная деятельность
Занимался изучением подшипников качения, вопросами трения и смазки.
Был инициатором многих интересных и важных исследований, выполненных в области деталей машин и грузоподъёмных машин сотрудниками научно-исследовательских учреждений страны.
В. А. Добровольский опубликовал более 160 работ, в том числе 10 фундаментальных учебников и пособий, и более 30 различных книг. Автор первого пособия по курсу деталей машин на украинском языке (Одесса, 1928) и др. работ.
В его трудах значительную составную часть занимают оригинальные исследования автора и его учеников по болтовым и сварным соединениям, зубчатым колёсам, валам, редукторам, ременным передачам.

## Избранные труды
- Деталі машин: їхня теорія, конструкція та розрахунок: підручник для інститутів та технікумів механічного ФАХУ.- О.: ДВУ, 1928.- 516 с.
- Зразкові розрахунки деталей машин: посібник для конструкторів. Одесполіграф, 1928. — 276 с.
- Збірник конструкцій з деталей машин: у 6 вип. К.; Х.: Машбудвидав; ДНТВУ. — 1932—1935.
- Ремінна передача: теорія, конструкція, розрахунки, монтаж. Х.; К.: ДНТВУ, 1934. — 219 с.
- Голчасті підшипники: конструкція, розрахунки, виробництво, монтаж і догляд. Чорноморська коммуна, 1935. — 172 с.
- Основні принципи конструювання сучасних машин. — К.; М.: Машгиз, 1956. — 109 с.

## Педагогическая деятельность
В 1928—1941 — руководитель кафедры, заместитель ректора, в 1946—1957 — ректор Одесского политехнического института.
В. А. Добровольский уделял много внимания воспитанию научной смены. Из 200 диссертаций, защищённых в ОПИ до 1960 г., 135 выполнено по тематике кафедры В. А. Добровольского. Подготовил 60 кандидатов и докторов технических наук и тысячи инженеров-механиков.

## Награды
- орден Ленина
- орден Трудового Красного Знамени (21.02.1944)
- медали